# Adam Zagajewski

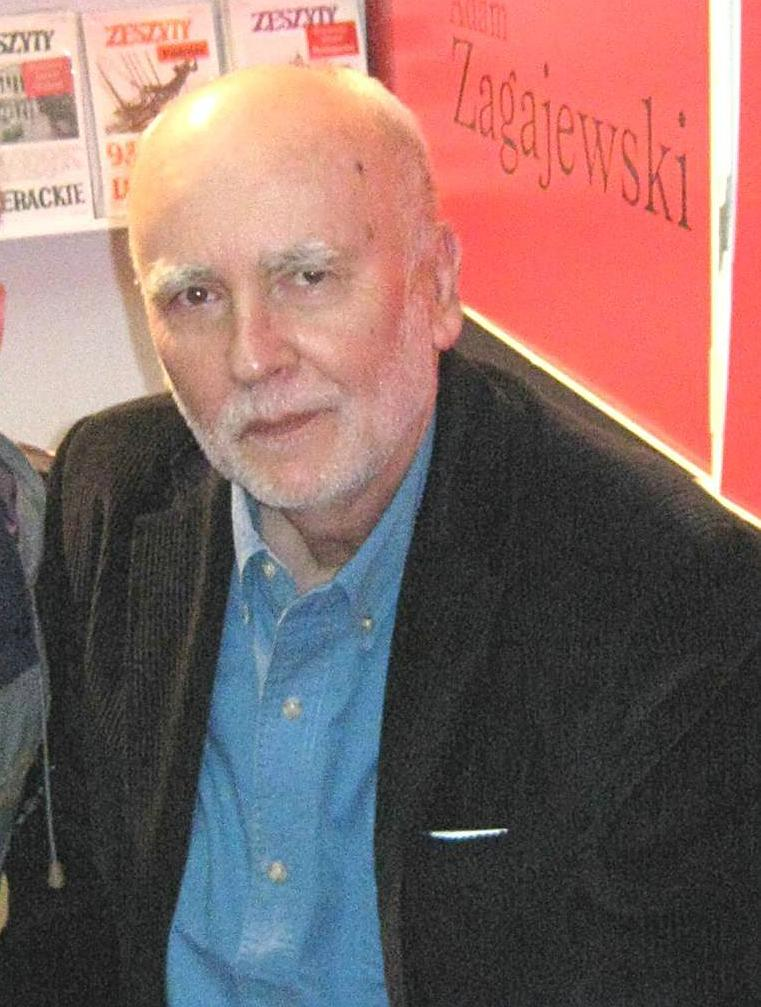
Adam Zagajewski (2009)

Adam Zagajewski (* 21. Juni 1945 in Lemberg, Ukrainische SSR; † 21. März 2021 in Krakau) war ein polnischer Schriftsteller, Lyriker und Essayist.

## Leben
Adam Zagajewski verbrachte seine Kindheit und Schulzeit in Gliwice und studierte Psychologie und Philosophie an der Jagiellonen-Universität in Krakau. Er debütierte 1972 als Lyriker und gehörte der Bewegung Nowa Fala (Neue Welle) an. Zagajewski war Mitglied des polnischen Schriftstellerverbandes (seit 1972), des P.E.N. (seit 1978) und seit 1999 der Akademie der Künste (Berlin).
1975 unterzeichnete er den Brief der 59, in dem sich 66 polnische Intellektuelle offen gegen eine Verfassungsänderung stellten, die u. a. die führende Rolle der Kommunistischen Partei Polens und die Allianz mit der UdSSR in der Verfassung verankern sollte. 1976 schloss er sich als Bürgerrechtler dem Komitee zur Verteidigung der Arbeiter (Komitet Obrony Robotników, KOR) an. Wegen seiner kritischen Haltung zum kommunistischen Regime waren seine Bücher in der Volksrepublik Polen von 1976 bis 1989 mit einem Veröffentlichungsverbot belegt. Nach Verhängung des Kriegsrechts in Polen ging Zagajewski 1981/82 über West-Berlin und die USA ins Exil nach Paris. Ab 1988 war er unter anderem als Gastprofessor an der University of Houston tätig. 1999 wurde er in die American Academy of Arts and Sciences gewählt. Im Jahr 2002 kehrte er nach Polen zurück; er lebte mit seiner Ehefrau in Krakau. Ab 2007 unterrichtete Zagajewski Literatur an der University of Chicago.
Die Werke von Adam Zagajewski wurden unter anderem von den Slawisten Karl Dedecius, Christa Vogel, Henryk Bereska und Renate Schmidgall ins Deutsche übertragen und im Carl Hanser Verlag publiziert. Ins Deutsche übersetzte Gedichte und Essays Zagajewskis erschienen regelmäßig in der von der Akademie der Künste herausgegebenen Zeitschrift Sinn und Form.
Adam Zagajewski starb im März 2021 im Alter von 75 Jahren.

## Mitgliedschaften
- 2015: Deutsche Akademie für Sprache und Dichtung[3]
- 2019: Auswärtiges Ehrenmitglied der American Academy of Arts and Letters[4]

## Rezeption
Die Frankfurter Allgemeine Zeitung bezeichnete Zagajewski einmal als „den bedeutendsten Lyriker Polens“; Andreas Dorschel nennt seine Gedichte „welthaltig und gedankenvoll“. Die Schweizer Literaturwissenschaftlerin Ilma Rakusa hält ihn für einen „der bedeutendsten Lyriker der Gegenwart.“ Tomasz Różycki charakterisierte in seinem Nachruf auf Adam Zagajewski dessen Dichtung als „eine leichte und zugleich durchdringende Lyrik“, seine Gedichte „zelebrieren das menschliche Dasein, das menschliche Leben“, Zagejewski selbst habe seine Lyrik und die Lyrik überhaupt oft als „Mystik für Anfänger“ bezeichnet.

## Werke (Auswahl)

### Werke im Original (Polnisch)

#### Lyrik
- Komunikat (1972)
- Sklepy mięsne (1975)
- List. Oda do wielości (1983)
- Jechać do Lwowa (1985)
- Płótno (1990)
- Ziemia ognista (1994)
- Trzej aniołowie (1998)
- Pragnienie (1999)
- Powrót (2003)
- Anteny (2005)
- Niewidzialna ręka (2009)
- Asymetria (2014)
- Prawdziwe życie (2019)

#### Romane
- Ciepło, zimno (1975)
- Słuch absolutny (1979)
- Cienka kreska (1983)

#### Essayistik
- Świat nieprzedstawiony (1974)
- Drugi oddech (1978)
- Solidarność i samotność (1986)
- Dwa miasta (1991)
- W cudzym pięknie (1998)
- Obrona żarliwości (2002)
- Poeta rozmawia z filozofem (2007)
- Lekka przesada (2011)
- Poezja dla początkujących (2017)
- Substancja nieuporządkowana (2019)

### Werke auf Deutsch

#### Lyrik
- Stündlich Nachrichten. Gedichte aus zehn Jahren. Übersetzung Karl Dedecius. Hanser, München/Wien 1987, ISBN 978-3-87628-202-2.
- Gedichte. Übersetzung Karl Dedecius. Hanser, München/Wien 1989, ISBN 978-3-446-15397-4.
- Lachen und Zerstörung. Prosa und Gedichte. Übersetzung Henryk Bereska (Prosa) und Karl Dedecius (Gedichte). ROSPO, Hamburg 1996, ISBN 978-3-930325-09-2.
- Mystik für Anfänger. Übersetzung Karl Dedecius. Hanser, München/Wien 1997, ISBN 978-3-446-18964-5.
- Die Wiesen von Burgund. Ausgewählte Gedichte. Übersetzung Karl Dedecius. Hanser, München/Wien 2003, ISBN 978-3-446-20366-2.
- In fremden Städten. Übersetzung Karl Dedecius. Wydawn. Literackie, Kraków 2007, ISBN 978-83-08-04109-3.
- Unsichtbare Hand. Gedichtauswahl. Übersetzung Renate Schmidgall. Hanser, München 2012, ISBN 978-3-446-23990-6.
- Asymmetrie. Übersetzung Renate Schmidgall. Carl Hanser, München 2017, ISBN 978-3-446-25656-9.
- Das wahre Leben. Übersetzung Renate Schmidgall. Carl Hanser, München 2024, ISBN 978-3-446-27966-7.

#### Romane
- Das absolute Gehör. Übersetzung Christa Vogel. Unionsverlag, Zürich 1982, ISBN 978-3-293-00039-1.
- Der dünne Strich. Übersetzung Olaf Kühl. Hanser, München/Wien 1985, ISBN 978-3-446-14040-0.

#### Essayistik
- Polen. Staat im Schatten der Sowjetunion. Rowohlt, Reinbek bei Hamburg 1980, ISBN 978-3-499-33011-7.
- Solidarität und Einsamkeit. Hanser, München/Wien 1986, ISBN 978-3-446-14527-6.
- Ich schwebe über Krakau. Erinnerungsbilder. Hanser, München/Wien 2000, ISBN 978-3-446-19923-1.
  - enthält Übersetzungen von Dwa miasta und W cudzym pięknie
- Verteidigung der Leidenschaft. Hanser, München 2008, ISBN 978-3-446-20873-5.
- Die kleine Ewigkeit der Kunst. Tagebuch ohne Datum. Hanser, München 2014, ISBN 978-3-446-24612-6.
- Essay über die Unschuld. Neisse-Verlag, Dresden 2015, ISBN 978-3-86276-151-7.
- Poesie für Anfänger. Carl Hanser, München 2021, ISBN 978-3-446-26767-1.

## Auszeichnungen (Auswahl)
- Kościelski-Preis (1975)
- Tomas Tranströmerpriset (2000)
- Nikolaus-Lenau-Preis (2000)
- Literaturpreis der Konrad-Adenauer-Stiftung (2002)
- Horst-Bienek-Preis für Lyrik (2002)
- Würth-Literatur-Preis/Tübinger Poetik-Dozentur (2003)
- Neustadt International Prize for Literature (2004)
- Spycher: Literaturpreis Leuk (2005)
- Samuel-Bogumil-Linde-Preis (2009)
- Eichendorff-Literaturpreis (2014)
- Heinrich-Mann-Preis (2015)
- Jean-Améry-Preis (2016)
- Dr.-Leopold-Lucas-Preis (2016)
- Prinzessin-von-Asturien-Preis (2017)
- Orden Pour le Mérite für Wissenschaften und Künste (2019)